# Martin Říha (politik)
Martin Říha (* 20. září 1969 Brno) je český politik a stavební technik, od roku 2024 zastupitel Jihomoravského kraje, v letech 2014 až 2018 zastupitel města Brna a městské části Brno-střed, člen KSČM.

## Život
Dětství prožil na Starém Brně, kde vychodil i osmiletou základní školu. Následně absolvoval Střední průmyslovou školu stavební v Brně, ukončil ji maturitní zkouškou a nastoupil základní vojenskou službu. Po návratu z vojny pracoval dvacet pět let ve stavebnictví jako technik.
Od října 1997 do října 2002 byl členem představenstva stavebního družstva ALFA. V roce 2012 se uvádí jako soudní exekutor. Od dubna 2016 do června 2017 byl členem představenstva akciové společnosti Veletrhy Brno.
Martin Říha je ženatý. Žije v Brně, konkrétně v části Brno-střed. Je členem Českého zahrádkářského svazu (ČZS), v němž je od roku 2011 předsedou Územního sdružení Brno a předsedou technické komise ČZS Brno.

## Politická kariéra
Je členem KSČM. Za tuto stranu kandidoval v komunálních volbách v roce 2010 do Zastupitelstva Městské části Brno-střed, ale neuspěl (skončil jako první náhradník). Zastupitelem městské části se tak stal až po volbách v roce 2014. Působil jako člen Kontrolního výboru, Komise výstavby, územního rozvoje a strategického plánování, Komise dopravy a služeb, Komise životního prostředí a Komise pro správu bytových domů. Ve volbách v roce 2018 se mu mandát zastupitele městské části obhájit nepodařilo.
V komunálních volbách v roce 2010 kandidoval za KSČM také do Zastupitelstva města Brna, ale neuspěl. Zvolen byl až ve volbách v roce 2014. Působil jako člen Finančního výboru, Komise bezpečnosti a veřejného pořádku, Komise majetkové a Komise dopravy.
V komunálních volbách v roce 2018 do Zastupitelstva města Brna byl lídrem kandidátky KSČM a tudíž i kandidátem této strany na post primátora města. Do zastupitelstva se však KSČM nedostala.
Ve volbách do Senátu PČR v roce 2012 kandidoval za KSČM v obvodu č. 59 – Brno-město. Se ziskem 7,64 % hlasů skončil na 7. místě. Ve stejném roce kandidoval také do Zastupitelstva Jihomoravského kraje a v roce 2013 ve volbách do Poslanecké sněmovny PČR, ani v jednom případě však neuspěl.
V komunálních volbách v roce 2022 byl z pozice člena KSČM lídrem uskupení „RESTART PRO BRNO“ (tj. KSČM, DOMOV, Česká Suverenita a SPOZ) do Zastupitelstva města Brna a tudíž i kandidátem této formace na post primátora města. Za stejné uskupení byl i lídrem kandidátky do Zastupitelstva městské části Brno-střed. Ani v jednom případě však neuspěl.
V krajských volbách v září 2024 byl zvolen z pozice člena KSČM na kandidátce koalice „STAČILO! v Jihomoravském kraji“ (tj. KSČM, ČSSD, ČSNS, SD-SN, DOMOV) zastupitelem Jihomoravského kraje.